# UEFA Conference League 2025-2026
La UEFA Conference League 2025-2026 è la 5ª edizione della UEFA Conference League (già UEFA Europa Conference League), la terza manifestazione calcistica europea per importanza. Il torneo è iniziato l'8 luglio 2025 e si concluderà il 27 maggio 2026 con la finale alla Red Bull Arena di Lipsia, in Germania. I vincitori di questa edizione otterranno la possibilità di partecipare alla fase campionato della UEFA Europa League 2026-2027.
Il Chelsea è la squadra campione in carica, avendo vinto l'edizione precedente.

## Squadre partecipanti
Un totale di 167 squadre dalle 54 delle 55 associazioni affiliate all'UEFA parteciperanno alla competizione secondo la seguente tabella:
| Posizione della federazione in base al coefficiente UEFA per nazioni | Numero di squadre partecipanti |
| -------------------------------------------------------------------- | ------------------------------ |
| 1-12                                                                 | 1                              |
| 13-33, 51-55                                                         | 2                              |
| 34-50                                                                | 3                              |

In aggiunta, 15 squadre eliminate nei turni di qualificazione di Champions League e 41 squadre eliminate dai turni di qualificazione di Europa League verranno trasferite in Conference League. 
|                                 |                               | Squadre che accedono nel turno | Squadre provenienti dal turno precedente                                                           | Squadre provenienti dalla Champions League                           | Squadre provenienti dalla Europa League                                                      |
| ------------------------------- | ----------------------------- | --- | -------------------------------------------------------------------------------------------------- | -------------------------------------------------------------------- | -------------------------------------------------------------------------------------------- |
| Primo turno di qualificazione   | Primo turno di qualificazione | - 8 vincitori della coppa nazionale dalle federazioni 48-55 - 20 seconde classificate dalle federazioni 34-55 (eccetto Liechtenstein e Irlanda) - 20 terze classificate dalle federazioni 30-50 | |                                                                      |                                                                                              |
| Secondo turno di qualificazione | Campioni                      | | | - 12 eliminate dal primo turno di qualificazione di Champions League |                                                                                              |
| Secondo turno di qualificazione | Piazzate                      | - 12 vincitori della coppa nazionale dalle federazioni 35-47 (eccetto Irlanda) - 18 seconde classificate dalle federazioni 16-33 - 16 terze classificate dalle federazioni o vincitori dei playoff 13-29 - 9 quarte classificate dalle federazioni 7-15 - 1 quinta classificata dalla federazione 6 | - 24 vincitori del primo turno di qualificazione                                                   |                                                                      | - 8 eliminate del primo turno di qualificazione di Europa League                             |
| Terzo turno di qualificazione   | Campioni                      | | - 6 vincitori del secondo turno di qualificazione (Percorso Campioni)                              | - 2 eliminate del primo turno di qualificazione di Champions League  |                                                                                              |
| Terzo turno di qualificazione   | Piazzate                      | | - 44 vincitori dal secondo turno di qualificazione (Percorso Piazzate)                             |                                                                      | - 8 eliminate dal secondo turno di qualificazione di Europa League                           |
| Spareggi                        | Campioni                      | | - 4 vincitori del terzo turno di qualificazione (Percorso Campioni)                                |                                                                      | - 6 eliminate del terzo turno di qualificazione di Europa League (Percorso Campioni)         |
| Spareggi                        | Piazzate                      | - 5 seste classificate dalle federazioni 1-5 (vincitore dell'EFL Cup per l'Inghilterra) | - 26 vincitori del terzo turno di qualificazione (Percorso Piazzate)                               |                                                                      | - 7 squadre eliminate del terzo turno di qualificazione di Europa League (Percorso Piazzate) |
| Fase campionato                 | Fase campionato               | | - 5 vincitori degli spareggi (Percorso Campioni) - 19 vincitori degli spareggi (Percorso Piazzate) |                                                                      | - 12 eliminate degli spareggi di Europa League                                               |
| Fase a eliminazione diretta     | Spareggi                      | | - 16 Squadre classificate 9-24 nella fase campionato                                               |                                                                      |                                                                                              |
| Fase a eliminazione diretta     | Ottavi di finale              | - 8 Squadre classificate 1-8 nella fase campionato | - 8 vincitori degli spareggi                                                                       |                                                                      |                                                                                              |
| Fase a eliminazione diretta     | Quarti di finale              | | - 8 vincitori degli ottavi di finale                                                               |                                                                      |                                                                                              |
| Fase a eliminazione diretta     | Semifinali                    | | - 4 vincitori dei quarti di finale                                                                 |                                                                      |                                                                                              |
| Fase a eliminazione diretta     | Finale                        | | - 2 vincitori delle semifinali                                                                     |                                                                      |                                                                                              |

A causa della sospensione della Russia per la stagione europea 2025-2026 sono state apportate le seguenti modifiche alla lista di accesso:
- I vincitori della coppa nazionale delle federazioni 39-44 (Bosnia, Liechtenstein, Islanda, Irlanda del Nord, Lussemburgo e Lituania) accedono direttamente al secondo turno di qualificazione invece che al primo.

### Ranking delle federazioni
Per la UEFA Conference League 2025-2026, le associazioni avranno un numero di squadre determinato dal coefficiente UEFA del 2024, che prende in esame le loro prestazioni nelle competizioni europee dalla stagione 2019-2020 alla stagione 2023-2024.
| Rank | Federazione     | Coeff.  | Squadre |
| ---- | --------------- | ------- | ------- |
| 1    | Inghilterra     | 104.303 | 1       |
| 2    | Italia          | 90.284  | 1       |
| 3    | Spagna          | 89.489  | 1       |
| 4    | Germania        | 86.624  | 1       |
| 5    | Francia         | 66.831  | 1       |
| 6    | Paesi Bassi     | 61.300  | 1       |
| 7    | Portogallo      | 56.316  | 1       |
| 8    | Belgio          | 48.800  | 1       |
| 9    | Turchia         | 38.600  | 1       |
| 10   | Repubblica Ceca | 36.050  | 1       |
| 11   | Scozia          | 36.050  | 1       |
| 12   | Svizzera        | 32.975  | 1       |
| 13   | Austria         | 32.600  | 2       |
| 14   | Norvegia        | 31.625  | 2       |
| 15   | Grecia          | 31.525  | 2       |
| 16   | Danimarca       | 31.450  | 2       |
| 17   | Israele         | 31.125  | 2       |
| 18   | Ucraina         | 28.000  | 2       |
| 19   | Serbia          | 27.775  | 2       |

| Rank | Federazione | Coeff. | Squadre |
| ---- | ----------- | ------ | ------- |
| 20   | Croazia     | 25.525 | 2       |
| 21   | Polonia     | 25.375 | 2       |
| 22   | Russia      | 22.965 | 0       |
| 23   | Cipro       | 22.100 | 2       |
| 24   | Ungheria    | 21.875 | 2       |
| 25   | Svezia      | 21.500 | 2       |
| 26   | Romania     | 21.375 | 2       |
| 27   | Bulgaria    | 20.375 | 2       |
| 28   | Azerbaigian | 20.125 | 2       |
| 29   | Slovacchia  | 19.625 | 2       |
| 30   | Slovenia    | 13.250 | 2       |
| 31   | Moldavia    | 13.125 | 2       |
| 32   | Kosovo      | 11.541 | 2       |
| 33   | Kazakistan  | 11.500 | 2       |
| 34   | Finlandia   | 11.125 | 3       |
| 35   | Irlanda     | 10.875 | 3       |
| 36   | Armenia     | 10.625 | 3       |
| 37   | Lettonia    | 10.625 | 3       |
| 38   | Fær Øer     | 10.375 | 3       |

| Rank | Federazione          | Coeff. | Squadre |
| ---- | -------------------- | ------ | ------- |
| 39   | Bosnia ed Erzegovina | 10.000 | 3       |
| 40   | Liechtenstein        | 10.000 | 1       |
| 41   | Islanda              | 9.583  | 3       |
| 42   | Irlanda del Nord     | 9.208  | 3       |
| 43   | Lussemburgo          | 8.625  | 3       |
| 44   | Lituania             | 8.500  | 3       |
| 45   | Malta                | 8.250  | 3       |
| 46   | Georgia              | 7.625  | 3       |
| 47   | Albania              | 7.375  | 3       |
| 48   | Estonia              | 7.207  | 3       |
| 49   | Bielorussia          | 6.625  | 3       |
| 50   | Macedonia del Nord   | 6.000  | 3       |
| 51   | Andorra              | 5.598  | 2       |
| 52   | Galles               | 5.791  | 2       |
| 53   | Montenegro           | 5.708  | 2       |
| 54   | Gibilterra           | 4.957  | 2       |
| 55   | San Marino           | 1.832  | 2       |

### Squadre partecipanti
Tra parentesi viene indicata la modalità secondo cui le squadre hanno ottenuto la qualificazione.
- CW/CL-Vincitore della coppa nazionale o della coppa di lega
- 2º/3º/4º/5º/6º ecc.-Posizionamento nel proprio campionato della stagione precedente
- PW-Vincitori degli spareggi
- UCL-Squadre partecipanti provenienti dalla UEFA Champions League
- UEL-Squadre partecipanti provenienti dalla UEFA Europa League
  - PO-Perdenti nel turno degli spareggi
  - Q3-Perdenti nel terzo turno
  - Q2-Perdenti nel secondo turno
  - Q1-Perdenti nel primo turno

| Fase campionato                 | Fase campionato             | Fase campionato                | Fase campionato              |
| ------------------------------- | --------------------------- | ------------------------------ | ---------------------------- |
| (UEL PO)                        | (UEL PO)                    | (UEL PO)                       | (UEL PO)                     |
| (UEL PO)                        | (UEL PO)                    | (UEL PO)                       | (UEL PO)                     |
| (UEL PO)                        | (UEL PO)                    | (UEL PO)                       | (UEL PO)                     |
| Spareggi                        |                             |                                |                              |
| Campioni                        | Campioni                    | Piazzate                       | Piazzate                     |
| Noah (UEL CH Q3)                | Shelbourne (UEL CH Q3)      | Crystal Palace (CW)            | Fiorentina (6º)              |
| RFS Riga (UEL CH Q3)            | Ħamrun Spartans (UEL CH Q3) | Rayo Vallecano (8º)            | Magonza (6º)                 |
| Breiðablik (UEL CH Q3)          | Drita (UEL CH Q3)           | Strasburgo (7º)                | Legia Varsavia (UEL MP Q3)   |
|                                 |                             | Fredrikstad (UEL MP Q3)        | CFR Cluj (UEL MP Q3)         |
| Wolfsberger (UEL MP Q3)         | Servette (UEL MP Q3)        |                                |                              |
| Häcken (UEL MP Q3)              | Šachtar (UEL MP Q3)         |                                |                              |
| Terzo turno                     |                             |                                |                              |
| Campioni                        | Campioni                    | Piazzate                       | Piazzate                     |
| Víkingur Gøta (UCL Q1)          | Virtus (UCL Q1)             | Celje (UEL MP Q2)              | Anderlecht (UEL MP Q2)       |
|                                 |                             | Beşiktaş (UEL MP Q2)           | Sheriff Tiraspol (UEL MP Q2) |
| Lugano (UEL MP Q2)              | Baník Ostrava (UEL MP Q2)   |                                |                              |
| Hibernian (UEL MP Q2)           | Levski Sofia (UEL MP Q2)    |                                |                              |
| Secondo turno di qualificazione |                             |                                |                              |
| Campioni                        | Campioni                    | Piazzate                       | Piazzate                     |
| Olimpia Lubiana (UCL Q1)        | Iberia 1999 (UCL Q1)        | Ilves (UEL MP Q1)              | Aqtöbe (UEL MP Q1)           |
| Levadia Tallinn (UCL Q1)        | Milsami Orhei (UCL Q1)      | Spartak Trnava (UEL MP Q1)     | Paks (UEL MP Q1)             |
| Differdange 03 (UCL Q1)         | Žalgiris (UCL Q1)           | Prishtina (UEL MP Q1)          | Sabah (UEL MP Q1)            |
| Inter Escaldes (UCL Q1)         | The New Saints (UCL Q1)     | Hapoel Be'er Sheva (UEL MP Q1) | Partizan (UEL MP Q1)         |
| Egnatia (UCL Q1)                | Budućnost (UCL Q1)          | AZ Alkmaar (PW)                | Santa Clara (5º)             |
| Linfield (UCL Q1)               | Dinamo Minsk (UCL Q1)       | Charleroi (PW)                 | İstanbul Başakşehir (5º)     |
|                                 |                             | Sparta Praga (4º)              | Dundee Utd (4º)              |
| Losanna (5º)                    | Austria Vienna (3º)         |                                |                              |
| Rapid Vienna (PW)               | Viking (3º)                 |                                |                              |
| Rosenborg (4º)                  | AEK Atene (4º)              |                                |                              |
| Arīs Salonicco (5º)             | Brøndby (3º)                |                                |                              |
| Silkeborg (PW)                  | Maccabi Haifa (3º)          |                                |                              |
| Beitar Gerusalemme (4º)         | Oleksandrija (2º)           |                                |                              |
| Polіssja Žytomyr (4º)           | Novi Pazar (3º)             |                                |                              |
| Radnički Kragujevac (5º)        | Hajduk Spalato (3º)         |                                |                              |
| Varaždin (4º)                   | Raków Częstochowa (2º)      |                                |                              |
| Jagiellonia (3º)                | Arīs Limassol (2º)          |                                |                              |
| Omonia (3º)                     | Puskás Akadémia (2°)        |                                |                              |
| Győri ETO (4º)                  | Hammarby (2º)               |                                |                              |
| AIK (3º)                        | U Craiova (3º)              |                                |                              |
| U Cluj (4º)                     | Černo More Varna (3º)       |                                |                              |
| Arda Kărdžali (PW)              | Zirə (2º)                   |                                |                              |
| Araz (3°)                       | Žilina (2º)                 |                                |                              |
| FC Košice (5°)                  | Maribor (2°)                |                                |                              |
| Zimbru Chișinău (2°)            | Ballkani (2°)               |                                |                              |
| Astana (2º)                     | Shamrock Rovers (2°)        |                                |                              |
| Ararat-Armenia (2º)             | Riga FC (2º)                |                                |                              |
| HB Tórshavn (CW)                | Sarajevo (CW)               |                                |                              |
| Vaduz (CW)                      | KA Akureyri (CW)            |                                |                              |
| Dungannon Swifts (CW)           | UNA Strassen (2º)           |                                |                              |
| Banga Gargždai (CW)             | Hibernians (CW)             |                                |                              |
| Spaeri (CW)                     | Dinamo City (CW)            |                                |                              |
| Primo turno di qualificazione   |                             |                                |                              |
| Koper (3°)                      | Petrocub Hîncești (3°)      | Malisheva (3°)                 | Ordabasy (4º)                |
| HJK (3°)                        | SJK (PW)                    | St Patrick's (3°)              | Urartu (3º)                  |
| P'yownik (4º)                   | Auda Ķekava (3°)            | ZSK Daugavpils (5°)            | KÍ Klaksvík (2º)             |
| NSÍ Runavík (4º)                | Borac Banja Luka (2º)       | Željezničar (4º)               | Víkingur (2º)                |
| Valur (3º)                      | Larne (2º)                  | Cliftonville (PW)              | F91 Dudelange (3º)           |
| RU Luxembourg (4º)              | Hegelmann (2º)              | Kauno Žalgiris (3º)            | Birkirkara (2º)              |
| Floriana (3º)                   | T'orp'edo Kutaisi (2º)      | Dila Gori (3º)                 | Vllaznia (2º)                |
| Partizani Tirana (3º)           | Kalju Nõmme (2º)            | Paide (3º)                     | Flora Tallinn (4º)           |
| Nëman (2º)                      | Tarpeda-BelAZ (3º)          | Dinamo Brėst (4º)              | Vardar (CW)                  |
| Sileks Kratovo (2º)             | Rabotnički (3º)             | Atlètic Escaldes (2º)          | FC Santa Coloma (3º)         |
| Penybont (CW)                   | Haverfordwest County (PW)   | Dečić (CW)                     | Sutjeska (3º)                |
| FCB Magpies (CW)                | St Joseph's (2º)            | Tre Fiori (3º)                 | La Fiorita (PW)              |

## Date
Il programma della competizione è il seguente. Tutti i sorteggi si tengono nel quartier generale dell'UEFA a Nyon, tranne quello della fase campionato a Monaco. Le partite sono programmate per il giovedì, tranne la finale che si terrà di mercoledì, a meno di conflitti di programmazione con altre partite che potrebbero portare all'anticipo di martedì o mercoledì.
| Fase                        | Turno            | Sorteggio               | Andata                                      | Ritorno                                     |
| --------------------------- | ---------------- | ----------------------- | ------------------------------------------- | ------------------------------------------- |
| Qualificazioni              | Primo turno      | 17 giugno 2025 (Nyon)   | 8-10 luglio 2025                            | 16-17 luglio 2025                           |
| Qualificazioni              | Secondo turno    | 18 giugno 2025 (Nyon)   | 22-23-24 luglio 2025                        | 29-31 luglio 2025                           |
| Qualificazioni              | Terzo turno      | 21 luglio 2025 (Nyon)   | 5-7 agosto 2025                             | 13-14 agosto 2025                           |
| Qualificazioni              | Spareggi         | 4 agosto 2025 (Nyon)    | 21 agosto 2025                              | 27-28 agosto 2025                           |
| Fase campionato             | Prima giornata   | 29 agosto 2025 (Monaco) | 2 ottobre 2025                              | 2 ottobre 2025                              |
| Fase campionato             | Seconda giornata | 29 agosto 2025 (Monaco) | 23 ottobre 2025                             | 23 ottobre 2025                             |
| Fase campionato             | Terza giornata   | 29 agosto 2025 (Monaco) | 6 novembre 2025                             | 6 novembre 2025                             |
| Fase campionato             | Quarta giornata  | 29 agosto 2025 (Monaco) | 27 novembre 2025                            | 27 novembre 2025                            |
| Fase campionato             | Quinta giornata  | 29 agosto 2025 (Monaco) | 11 dicembre 2025                            | 11 dicembre 2025                            |
| Fase campionato             | Sesta giornata   | 29 agosto 2025 (Monaco) | 18 dicembre 2025                            | 18 dicembre 2025                            |
| Fase a eliminazione diretta | Spareggi         | 16 gennaio 2026 (Nyon)  | 19 febbraio 2026                            | 26 febbraio 2026                            |
| Fase a eliminazione diretta | Ottavi di finale | 27 febbraio 2026 (Nyon) | 12 marzo 2026                               | 19 marzo 2026                               |
| Fase a eliminazione diretta | Quarti di finale | 27 febbraio 2026 (Nyon) | 9 aprile 2026                               | 16 aprile 2026                              |
| Fase a eliminazione diretta | Semifinali       | 27 febbraio 2026 (Nyon) | 30 aprile 2026                              | 7 maggio 2026                               |
| Fase a eliminazione diretta | Finale           | 27 febbraio 2026 (Nyon) | 27 maggio 2026 alla Red Bull Arena (Lipsia) | 27 maggio 2026 alla Red Bull Arena (Lipsia) |

## Partite

### Qualificazioni

#### Primo turno di qualificazione
| Squadra 1         | Totale          | Squadra 2            | Andata | Ritorno     |
| ----------------- | --------------- | -------------------- | ------ | ----------- |
| NSÍ Runavík       | 4 - 5           | HJK                  | 4 - 0  | 0 - 5 (dts) |
| T'orp'edo Kutaisi | 5 - 4           | Ordabasy             | 4 - 3  | 1 - 1       |
| Željezničar       | 2 - 4           | Koper                | 1 - 1  | 1 - 3       |
| SJK               | 1 - 4           | KÍ Klaksvík          | 1 - 2  | 0 - 2       |
| Kalju Nõmme       | 2 - 1           | Partizani Tirana     | 1 - 1  | 1 - 0 (dts) |
| Tre Fiori         | 1 - 5           | P'yownik             | 1 - 0  | 0 - 5       |
| St Patrick's      | 3 - 0           | Hegelmann            | 1 - 0  | 2 - 0       |
| Dečić             | 3 - 2           | Sileks Kratovo       | 2 - 0  | 1 - 2       |
| Sutjeska          | 3 - 2           | Dinamo Brėst         | 1 - 2  | 2 - 0       |
| Larne             | 2 - 2 (4-2 dtr) | Auda Ķekava          | 0 - 0  | 2 - 2 (dts) |
| Floriana          | 5 - 3           | Haverfordwest County | 2 - 1  | 3 - 2       |
| Tarpeda-BelAZ     | 4 - 0           | Rabotnički           | 3 - 0  | 1 - 0       |
| FCB Magpies       | 3 - 7           | Paide                | 2 - 3  | 1 - 4       |
| Birkirkara        | 1 - 3           | Petrocub Hîncești    | 1 - 0  | 0 - 3       |
| Atlètic Escaldes  | 5 - 2           | F91 Dudelange        | 2 - 0  | 3 - 2       |
| Valur             | 5 - 1           | Flora Tallinn        | 3 - 0  | 2 - 1       |
| Malisheva         | 0 - 9           | Víkingur             | 0 - 1  | 0 - 8       |
| RU Luxembourg     | 1 - 3           | Dila Gori            | 1 - 2  | 0 - 1       |
| Vllaznia          | 4 - 3           | ZSK Daugavpils       | 0 - 1  | 4 - 2       |
| Urartu            | 1 - 6           | Nëman                | 1 - 2  | 0 - 4       |
| Vardar            | 5 - 2           | La Fiorita           | 3 - 0  | 2 - 2       |
| Kauno Žalgiris    | 4 - 1           | Penybont             | 3 - 0  | 1 - 1       |
| St Joseph's       | 5 - 4           | Cliftonville         | 2 - 2  | 3 - 2 (dts) |
| Borac Banja Luka  | 3 - 4           | FC Santa Coloma      | 1 - 4  | 2 - 0       |

#### Secondo turno di qualificazione
| Squadra 1           | Totale          | Squadra 2           | Andata   | Ritorno     |
| Campioni            | Campioni        | Campioni            | Campioni | Campioni    |
| ------------------- | --------------- | ------------------- | -------- | ----------- |
| Levadia Tallinn     | 3 - 2           | Iberia 1999         | 1 - 0    | 2 - 2 (dts) |
| Žalgiris            | 0 - 2           | Linfield            | 0 - 0    | 0 - 2       |
| The New Saints      | 0 - 2           | Differdange 03      | 0 - 1    | 0 - 1       |
| Olimpia Lubiana     | 5 - 3           | Inter Escaldes      | 4 - 2    | 1 - 1       |
| Budućnost           | 1 - 2           | Milsami Orhei       | 0 - 0    | 1 - 2       |
| Dinamo Minsk        | 0 - 3           | Egnatia             | 0 - 2    | 0 - 1       |
| Piazzate            |                 |                     |          |             |
| Dundee Utd          | 2 - 0           | UNA Strassen        | 1 - 0    | 1 - 0       |
| Larne               | 1 - 1 (5-4 dtr) | Prishtina           | 0 - 0    | 1 - 1 (dts) |
| FC Košice           | 3 - 4           | Nëman               | 2 - 3    | 1 - 1       |
| Vaduz               | 3 - 1           | Dungannon Swifts    | 0 - 1    | 3 - 0 (dts) |
| Silkeborg           | 4 - 3           | KA Akureyri         | 1 - 1    | 3 - 2 (dts) |
| Rosenborg           | 7 - 0           | Banga Gargždai      | 5 - 0    | 2 - 0       |
| Atlètic Escaldes    | 2 - 3           | Dinamo City         | 1 - 2    | 1 - 1       |
| Austria Vienna      | 7 - 0           | Spaeri              | 2 - 0    | 5 - 0       |
| Ballkani            | 5 - 3           | Floriana            | 4 - 2    | 1 - 1       |
| Viking              | 12 - 3          | Koper               | 7 - 0    | 5 - 3       |
| AEK Atene           | 1 - 0           | Hapoel Be'er Sheva  | 1 - 0    | 0 - 0       |
| P'yownik            | 3 - 4           | Győri ETO           | 2 - 1    | 1 - 3       |
| Riga FC             | 5 - 4           | Dila Gori           | 2 - 1    | 3 - 3       |
| Raków Częstochowa   | 6 - 1           | Žilina              | 3 - 0    | 3 - 1       |
| Petrocub Hîncești   | 1 - 6           | Sabah               | 0 - 2    | 1 - 4       |
| Ararat-Armenia      | 2 - 1           | U Cluj              | 0 - 0    | 2 - 1 (dts) |
| Varaždin            | 2 - 3           | Santa Clara         | 2 - 1    | 0 - 2       |
| Kauno Žalgiris      | 3 - 2           | Valur               | 1 - 1    | 2 - 1       |
| Paks                | 2 - 1           | Maribor             | 1 - 0    | 1 - 1       |
| Vllaznia            | 4 - 5           | Víkingur            | 2 - 1    | 2 - 4 (dts) |
| Hammarby            | 2 - 1           | Charleroi           | 0 - 0    | 2 - 1 (dts) |
| Radnički Kragujevac | 0 - 1           | KÍ Klaksvík         | 0 - 0    | 0 - 1       |
| Novi Pazar          | 2 - 5           | Jagiellonia         | 1 - 2    | 1 - 3       |
| Polіssja Žytomyr    | 5 - 3           | FC Santa Coloma     | 1 - 2    | 4 - 1       |
| Vardar              | 2 - 6           | Losanna             | 2 - 1    | 0 - 5       |
| HB Tórshavn         | 1 - 2           | Brøndby             | 1 - 1    | 0 - 1       |
| Oleksandrija        | 0 - 6           | Partizan            | 0 - 2    | 0 - 4       |
| Hibernians          | 2 - 7           | Spartak Trnava      | 1 - 2    | 1 - 5       |
| St Patrick's        | 3 - 2           | Kalju Nõmme         | 1 - 0    | 2 - 2 (dts) |
| Paide               | 0 - 8           | AIK                 | 0 - 2    | 0 - 6       |
| Sarajevo            | 2 - 5           | U Craiova           | 2 - 1    | 0 - 4       |
| Arīs Limassol       | 5 - 2           | Puskás Akadémia     | 3 - 2    | 2 - 0       |
| St Joseph's         | 0 - 4           | Shamrock Rovers     | 0 - 4    | 0 - 0       |
| Ilves               | 4 - 8           | AZ Alkmaar          | 4 - 3    | 0 - 5       |
| Zirə                | 2 - 3           | Hajduk Spalato      | 1 - 1    | 1 - 2 (dts) |
| Arda Kărdžali       | 2 - 2 (4-3 dtr) | HJK                 | 0 - 0    | 2 - 2 (dts) |
| Aqtöbe              | 2 - 5           | Sparta Praga        | 2 - 1    | 0 - 4       |
| Astana              | 3 - 1           | Zimbru Chișinău     | 1 - 1    | 2 - 0       |
| Dečić               | 2 - 6           | Rapid Vienna        | 0 - 2    | 2 - 4       |
| Tarpeda-BelAZ       | 1 - 4           | Maccabi Haifa       | 1 - 1    | 0 - 3       |
| Araz                | 4 - 3           | Arīs Salonicco      | 2 - 1    | 2 - 2       |
| Omonia              | 5 - 0           | T'orp'edo Kutaisi   | 1 - 0    | 4 - 0       |
| Černo More Varna    | 0 - 5           | İstanbul Başakşehir | 0 - 1    | 0 - 4       |
| Sutjeska            | 3 - 7           | Beitar Gerusalemme  | 1 - 2    | 2 - 5       |

#### Terzo turno di qualificazione
| Squadra 1         | Totale          | Squadra 2           | Andata   | Ritorno     |
| Campioni          | Campioni        | Campioni            | Campioni | Campioni    |
| ----------------- | --------------- | ------------------- | -------- | ----------- |
| Olimpia Lubiana   | 4 - 2           | Egnatia             | 0 - 0    | 4 - 2 (dts) |
| Milsami Orhei     | 3 - 5           | Virtus              | 3 - 2    | 0 - 3       |
| Differdange 03    | 5 - 4           | Levadia Tallinn     | 2 - 3    | 3 - 1 (dts) |
| Víkingur Gøta     | 2 - 3           | Linfield            | 2 - 1    | 0 - 2       |
| Piazzate          |                 |                     |          |             |
| Rapid Vienna      | 4 - 4 (5-4 dtr) | Dundee Utd          | 2 - 2    | 2 - 2 (dts) |
| Sparta Praga      | 6 - 3           | Ararat-Armenia      | 4 - 1    | 2 - 1       |
| AZ Alkmaar        | 4 - 0           | Vaduz               | 3 - 0    | 1 - 0       |
| Lugano            | 4 - 7           | Celje               | 0 - 5    | 4 - 2       |
| KÍ Klaksvík       | 2 - 2 (4-5 dtr) | Nëman               | 2 - 0    | 0 - 2 (dts) |
| Riga FC           | 4 - 3           | Beitar Gerusalemme  | 3 - 0    | 1 - 3       |
| Víkingur          | 3 - 4           | Brøndby             | 3 - 0    | 0 - 4       |
| Hajduk Spalato    | 3 - 4           | Dinamo City         | 2 - 1    | 1 - 3 (dts) |
| Anderlecht        | 4 - 1           | Sheriff Tiraspol    | 3 - 0    | 1 - 1       |
| Losanna           | 5 - 1           | Astana              | 3 - 1    | 2 - 0       |
| Larne             | 0 - 3           | Santa Clara         | 0 - 3    | 0 - 0       |
| Arīs Limassol     | 3 - 5           | AEK Atene           | 2 - 2    | 1 - 3 (dts) |
| Viking            | 2 - 4           | İstanbul Başakşehir | 1 - 3    | 1 - 1       |
| Araz              | 0 - 9           | Omonia              | 0 - 4    | 0 - 5       |
| Ballkani          | 1 - 4           | Shamrock Rovers     | 1 - 0    | 0 - 4       |
| Raków Częstochowa | 2 - 1           | Maccabi Haifa       | 0 - 1    | 2 - 0       |
| AIK               | 2 - 3           | Győri ETO           | 2 - 1    | 0 - 2       |
| U Craiova         | 6 - 4           | Spartak Trnava      | 3 - 0    | 3 - 4 (dts) |
| Polіssja Žytomyr  | 4 - 2           | Paks                | 3 - 0    | 1 - 2       |
| Levski Sofia      | 3 - 0           | Sabah               | 1 - 0    | 2 - 0       |
| Silkeborg         | 2 - 3           | Jagiellonia         | 0 - 1    | 2 - 2       |
| Partizan          | 3 - 4           | Hibernian           | 0 - 2    | 3 - 2 (dts) |
| Baník Ostrava     | 5 - 4           | Austria Vienna      | 4 - 3    | 1 - 1       |
| Rosenborg         | 1 - 0           | Hammarby            | 0 - 0    | 1 - 0       |
| St Patrick's      | 3 - 7           | Beşiktaş            | 1 - 4    | 2 - 3       |
| Kauno Žalgiris    | 0 - 3           | Arda Kărdžali       | 0 - 1    | 0 - 2       |

#### Spareggi
| Squadra 1           | Totale   | Squadra 2       | Andata   | Ritorno  |
| Campioni            | Campioni | Campioni        | Campioni | Campioni |
| ------------------- | -------- | --------------- | -------- | -------- |
| Ħamrun Spartans     | -        | RFS Riga        | -        | -        |
| Shelbourne          | -        | Linfield        | -        | -        |
| Breiðablik          | -        | Virtus          | -        | -        |
| Drita               | -        | Differdange 03  | -        | -        |
| Olimpia Lubiana     | -        | Noah            | -        | -        |
| Piazzate            |          |                 |          |          |
| Strasburgo          | -        | Brøndby         | -        | -        |
| Jagiellonia         | -        | Dinamo City     | -        | -        |
| Šachtar             | -        | Servette        | -        | -        |
| Anderlecht          | -        | AEK Atene       | -        | -        |
| İstanbul Başakşehir | -        | U Craiova       | -        | -        |
| Crystal Palace      | -        | Fredrikstad     | -        | -        |
| Celje               | -        | Baník Ostrava   | -        | -        |
| Raków Częstochowa   | -        | Arda Kărdžali   | -        | -        |
| Hibernian           | -        | Legia Varsavia  | -        | -        |
| Levski Sofia        | -        | AZ Alkmaar      | -        | -        |
| Polіssja Žytomyr    | -        | Fiorentina      | -        | -        |
| Győri ETO           | -        | Rapid Vienna    | -        | -        |
| Nëman               | -        | Rayo Vallecano  | -        | -        |
| Losanna             | -        | Beşiktaş        | -        | -        |
| Santa Clara         | -        | Shamrock Rovers | -        | -        |
| Rosenborg           | -        | Magonza         | -        | -        |
| Sparta Praga        | -        | Riga FC         | -        | -        |
| Häcken              | -        | CFR Cluj        | -        | -        |
| Wolfsberger         | -        | Omonia          | -        | -        |